# Guerra ottomano-saudita
La guerra ottomano-saudita conosciuta anche come guerra ottomano-wahabita o guerra ottomano-salafita, venne combattuta dall'inizio del 1811 al 1818, tra l'eyalet d'Egitto, provincia dell'Impero ottomano governata da Mehmet Ali e l'esercito del primo Stato Saudita. Essa portò alla dissoluzione di quest'ultimo.

## Antefatti
Il movimento wahhabita era parte di un movimento fondamentalista e revisionista all'interno dell'Islam che portò alla creazione del primo Stato Saudita.
Muḥammad ibn ʿAbd al-Wahhāb e l'emiro Muhammad ibn Sa'ud si allearono e lanciarono la loro campagna di riforma dell'Islam e di consolidamento del potere in Arabia dalla loro base di potere a Dirʿiyya. Nel 1805 i wahhabiti presero il controllo di La Mecca e Medina e saccheggiarono Kerbela e il santuario dell'Imam Husayn. I wahhabiti avevano anche attaccato diverse carovane commerciali ottomane provocando ingenti danni finanziari. L'emiro saudita attaccò il sultano ottomano e mise in discussione la validità della sua pretesa di essere il califfo e guardiano dei santuari del dell'Hejaz. L'Impero ottomano incaricò quindi Mehmet Ali, viceré d'Egitto, della lotta ai wahhabiti. L'Impero ottomano era sospettoso dell'ambizione del viceré e ritenne che un eventuale conflitto contro i sauditi avrebbe indebolito entrambi.

## Campagne
A Mehmet Ali fu ordinato di distruggere lo stato saudita già nel dicembre 1807 dal sultano Mustafa IV ma le lotte interne in Egitto gli avevano impedito di dare piena attenzione ai wahabbiti. Gli egiziani non furono in grado di riconquistare le città sante fino al 1811.
Tuttavia, la definitiva capitolazione di tutti i capi militari sauditi avvenne solo nel 1818. Infatti, Ibrāhīm Pascià, figlio Mehmet Ali, cominciò a guidare la campagna solo nel 1817. Per ottenere l'appoggio delle volatili tribù arabe furono necessari doni preziosi e un abile lavoro diplomatico. Grazie a questo riuscì a penetrare nell'Arabia centrale e a occupare le città di Unaizah e Buraidah. Appoggiato ora dalla maggior parte delle principali tribù e nonostante i continui attacchi dei sauditi, entrò a Dirʿiyya, la capitale nemica, nell'aprile 1818. Tuttavia fu necessario attendere il settembre dello stesso anno per ottenere la resa definitiva dei rivali a causa, probabilmente, della scarsa preparazione dell'esercito di Ibrahim. Dirʿiyya fu distrutta nel giugno 1819 e alcune guarnigioni furono inviate nelle principali città. Il capo dello Stato wahhabita, Abd Allah bin Sa'ud, fu mandato a Istanbul in catene per essere giustiziato.

## Conseguenze
Mentre Abd Allah bin Sa'ud, capo dello stato wahhabita, fu giustiziato, la maggior parte dei leader politici vennero trattati bene. L'impero fu molto più duro con i leader religiosi che avevano ispirato il movimento wahhabita. L'esecuzione di Sulayman ibn 'Abd Allah e di altri notabili religiosi riflette il risentimento verso i loro punti di vista estremisti. I leader religiosi erano considerati intransigenti nelle loro credenze e quindi una minaccia molto più grande dei leader politici.